# Victoria Villarruel
Victoria Eugenia Villarruel (Buenos Aires, 13 aprile 1975) è una politica e avvocata argentina, vicepresidente dell'Argentina dal 10 dicembre 2023.
In precedenza era già stata eletta deputata in occasione delle elezioni parlamentari del 2021. Esponente del Partito Democratico, partito conservatore facente parte della coalizione La Libertà Avanza che ha appoggiato il presidente argentino Javier Milei, Villarruel è tra i firmatari della Carta di Madrid, un documento redatto dal partito spagnolo Vox, alleato di Fratelli d'Italia.
Nel 2023 ha fondato l'associazione Centro de Estudios Legales sobre el Terrorismo y sus Víctimas (CELTYV).
È una cattolica tradizionalista e si reca regolarmente a messa in una cappella della Fraternità sacerdotale San Pio X.

## Biografia
Figlia di un ufficiale dell'esercito argentino che partecipò alla guerra delle Falkland, Villarruel si è laureata in giurisprudenza presso l'Università di Buenos Aires e come tecnica di sicurezza urbana e portuale presso l'Università Tecnologica Nazionale. Nel 2008, ha seguito un corso di Coordinamento tra agenzie e lotta al terrorismo presso il William J. Perry Center for Hemispheric Defense Studies, un'istituzione del Dipartimento della Difesa degli Stati Uniti con sede presso la National Defense University di Washington.
Nel 2003 ha fondato il Centro di Studi Giuridici sul Terrorismo e le sue Vittime (CELTYV), che è un ramo dell'Associazione dell'Unità Argentina (Aunar), creata nel 1993 e il cui principale esponente era l'ex capo dei servizi segreti del Comando degli Istituti Militari durante la dittatura militare, Fernando Exequiel Verplaetsen, con l'obiettivo di "contare, difendere e dare voce alle vittime del terrorismo di sinistra in Argentina" causate prima e durante la dittatura nota come Processo di riorganizzazione nazionale, anche se alcuni autori sostengono che "il vero obiettivo del CELTYV è la vittimizzazione dei militari legati a questa organizzazione civile, seguendo i parametri stabiliti dalla memoria delle organizzazioni per i diritti umani, utilizzandoli per criticare questa memoria, etichettata come settaria".
Nel suo intervento all'Oslo Freedom Forum del 2011, ha messo in discussione quella che secondo lei è la "storia ufficiale" dell'Argentina moderna. Per Villarruel, la storia ufficiale omette il fatto che le azioni dei gruppi guerriglieri erano parte della Guerra Fredda e le colloca esclusivamente durante quella che lei chiama la "guerra sporca" negli anni 1976-1983, quando l'Argentina era governata dalla dittatura civile-militare nota come Processo di Riorganizzazione Nazionale. Villarruel ha indicato che, per lei, questa azione è terrorismo e deve essere considerata antecedente al 1976, e che è aumentata soprattutto dopo il ristabilimento della democrazia il 25 maggio 1973, in seguito alla grazia per i membri condannati dei gruppi guerriglieri. Secondo l'autrice, i gruppi Ejército Revolucionario del Pueblo e Montoneros avevano legami con il regime di Fidel Castro a Cuba e con l'Organizzazione per la Liberazione della Palestina. Dal 1969 al 1980, secondo Villarruel, questi gruppi armati hanno commesso più di 21.000 attacchi in Argentina. Ha inoltre sottolineato che, a suo avviso, questa storia è stata successivamente insabbiata dai governi kirchneristi e che gli ex membri dei gruppi guerriglieri degli anni '70 hanno ricevuto protezione e incarichi nello Stato. È stata ripetutamente accusata di difendere e negare i crimini commessi dalla dittatura civile-militare che si autodefinì Processo di Riorganizzazione Nazionale.
Nel 2020, Villarruel è stata tra i firmatari della Carta di Madrid, un documento redatto dal partito spagnolo di estrema destra Vox che descrive i gruppi di sinistra, come il Foro de São Paulo e il Gruppo Puebla, come nemici dell'America latina e li accusa di essere impegnati in "un progetto criminale sotto l'ombrello del regime cubano" che "cerca di destabilizzare le democrazie liberali e lo Stato di diritto"
Nel novembre 2021, in occasione delle elezioni parlamentari, Villarruel è stata eletta deputata alla Camera per la Città Autonoma di Buenos Aires con il 17,04% dei voti con la coalizione di estrema destra La Libertà Avanza di Javier Milei.
Dall'8 luglio 2022 ricopre l'incarico di presidente del Partito Democratico della Provincia di Buenos Aires
Il 15 maggio 2023, sul canale televisivo La Nación +, viene ufficializzata la pre-candidatura di Villarruel alla vicepresidenza della Nazione insieme a Milei per la coalizione La Libertà Avanza
Nell'ultima settimana di agosto 2023, è stato reso pubblico che il nome e il numero di cellulare di Villarruel sono stati scritti di pugno dal torturatore Miguel Osvaldo Etchecolatz nell'agenda in cui stava preparando la difesa del suo processo. Gli appunti dell'ex poliziotto, nel frattempo deceduto, sono nelle mani della magistratura in seguito alle incursioni nella prigione in cui era detenuto nel carcere federale di Marcos Paz.
Villarruel ha annunciato di voler controllare i risarcimenti statali per le vittime della dittatura se vincerà le elezioni e di voler aumentare il bilancio militare nazionale dallo 0,6% al 2%, reindirizzando i fondi dai ministeri della Salute, dell'Educazione, del Lavoro e dell'Ambiente e delle Donne e Diversità. Sostiene le unioni civili ma non il matrimonio omosessuale e non concorda con Milei su questioni come la legalizzazione del commercio di organi, sulla base del fatto che il corpo umano non è un bene. Le loro differenze di vedute sono state spiegate come questioni filosofiche dovute alla formazione economica di Milei. I due hanno anche opinioni diverse sulla dittatura militare argentina. Mentre Milei ha espresso pubblicamente di non essere un difensore della dittatura, Villaruel è figlia di un militare e si impegna in narrazioni storiche revisioniste della dittatura.
Secondo le dichiarazioni del colonnello maggiore in pensione Pedro Rafael Mercado, marito di Cecilia Pando, presidente dell'Associazione dei parenti e degli amici dei prigionieri politici argentini (che considera "prigionieri politici" i militari e i membri delle forze di sicurezza perseguiti dalla giustizia civile per la loro partecipazione alla repressione durante la dittatura militare), Villarruel era membro di Jóvenes por la Verdad, un gruppo che si dedicava all'organizzazione di visite a Jorge Rafael Videla mentre era agli arresti domiciliari, e ha personalmente organizzato l'incontro tra Mercado e suo figlio e Videla. Villarruel ha ammesso di aver incontrato il dittatore con il presupposto di intervistarlo per scrivere uno dei suoi libri.

## Controversie
Diversi media e organizzazioni per la difesa dei diritti umani la hanno accusata di negare il terrorismo di Stato in Argentina.   Villarruel, dal canto suo, respinge queste accuse, ma nello stesso tempo è impegnata in un'opera di revisionismo storico sul periodo della dittatura militare. Inoltre, insieme a Cecilia Pando, Villarruel ha partecipato una marcia per la libertà dei soldati condannati dalla giustizia civile per la loro partecipazione al terrorismo di Stato durante l'ultima dittatura militare. Ha anche pubblicamente difeso il soldato Juan Daniel Amelong, condannato per crimini contro l'umanità compiuti durante la stessa dittatura e mantiene una relazione epistolare con il genocida Alberto Gonzales Menotti, condannato all'ergastolo.
Nell'aprile 2025, in seguito alla morte di Papa Francesco, si è recata ad una messa in suffragio per il pontefice alla basilica di San José de Flores di Buenos Aires ed è stata contestata dalla folla presente, dalla quale si sono levati cori minacciosi come "Come per i nazisti, ti verremo a cercare ovunque andrai".